# Museo de Arte de Santa Bárbara

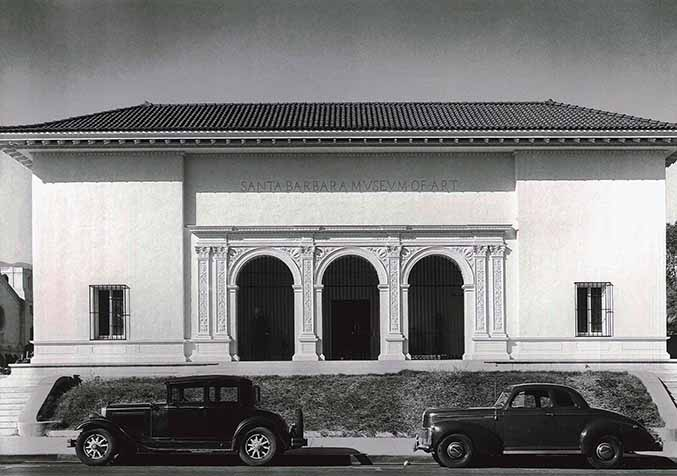
Museo de Arte de Santa Bárbara, c. 1941. Archivos del Museo de Arte de Santa Bárbara

El Museo de Arte de Santa Bárbara (Santa Barbara Museum of Art - SBMA) es un museo de arte situado en el centro de Santa Bárbara, California.
Fue fundado en 1941 y cuenta con una colección permanente y con colecciones temporales. Su colección permanente incluye muestras de arte oriental, de los Estados Unidos y europeo correspondientes a más de 4.000 años, desde la antigüedad a la época moderna.
El Museo de Arte de Santa Bárbara abrió sus puertas al público el 5 de junio de 1941, en el edificio que previamente había sido ocupado por la oficina de correos de Santa Bárbara (1914-1932). La idea de un museo de arte fue planteada originariamente por el artista local Colin Campbell Cooper al enterarse de que la oficina de correos iba a ser vendida. En una carta al director publicada en el diario Santa Barbara News-Press en julio de 1937, Cooper propuso que el impresionante edificio de estilo italiano debía transformarse en un museo. La propuesta fue ganando aceptación y, gracias al apoyo de empresas locales, políticos y coleccionistas de arte, el Museo de Arte de Santa Bárbara acabó inaugurándose apenas cuatro años después de que la carta de Cooper fuera publicada. David Adler, un reconocido arquitecto de Chicago, fue contratado para simplificar la fachada del edificio y crear las primeras salas del Museo, entre las que se incluyen el Área Ludington, la Galería Thayer, la Galería von Romberg, la Galería Campbell y la Galería Gould. Uno de los miembros fundadores del Museo clave, Wright S. Ludington, colaboró con el Museo durante más de 50 años, llegando a ejercer como su presidente en la década de 1950. Lo que es más importante, Ludington donó cerca de 400 objetos de la colección permanente del Museo, incluyendo antigüedades griegas y romanas, antiguas esculturas chinas y obras de artistas modernos como Henri Matisse, Edgar Degas, Joseph Stella, Georges Braque, Pablo Picasso o Joan Miró.
A lo largo de su historia, el Museo se ha ampliado con gracias a la Galería Stanley R. McCormick, donada por su esposa Katharine McCormick en 1942 y a las Galerías Sterling y Preston Morton, en 1963. Otras ampliaciones significativas fueron la apertura del Ala Alice Keck Park, en 1985, y del Ala Jean y Austin H. Peck, Jr, en 1998. En 1991 se estableció en la Casa McCormick el Centro Educativo Ridley-Tree, un centro para actividades educativas artísticas. En junio de 2006 se abrieron la Entrada al Ala Park y el Centro de Actividades Luria. En 2016 se acometió una de las mayores renovaciones de sus espacios en la historia del Museo.
Actualmente, los casi 6.000 metros cuadrados del Museo de 60,000 incluyen galerías de exposiciones, una tienda de recuerdos, una cafetería, un auditorio con capacidad para 154 personas, una biblioteca con más de 50.000 libros y 55.000 diapositivas, un Centro de Recursos Familiares dedicados a la programación participativa e interactiva y unas instalaciones adiciones de 11.500 metros cuadrados, el Centro Educativo Ridley-Tree en la Casa McCormick. El programa educativo del museo, que incluía clases internas y colaboración en educación artística con escuelas locales, también contribuyó a su éxito.

## Colección permanente
La colección permanente del Museo cuenta con más de 27.000 obras de arte, incluyendo pinturas, esculturas, grabados, dibujos, fotografías, cerámicas, vidrio, jades, bronces, lacas y objetos textiles. Estas obras son representativas del arte asiático, europeo y de las dos Américas, abarcando más de 5.000 años de la historia humana. Los puntos fuertes de la colección permanente son:
- Arte francés del siglo XIX (Escuela de Barbizon, el Impresionismo, Posimpresionismo)
- La pintura estadounidense de los siglos XIX y XX (pinturas y obras sobre papel)
- Arte regional contemporáneo (artistas de California de los siglos XX y XXI)
- Fotografías de la cuenca pacífica oriental (China, Japón, Corea)
- Arte budista (de China, Japón, Tíbet e India)